# 上野懸垂線

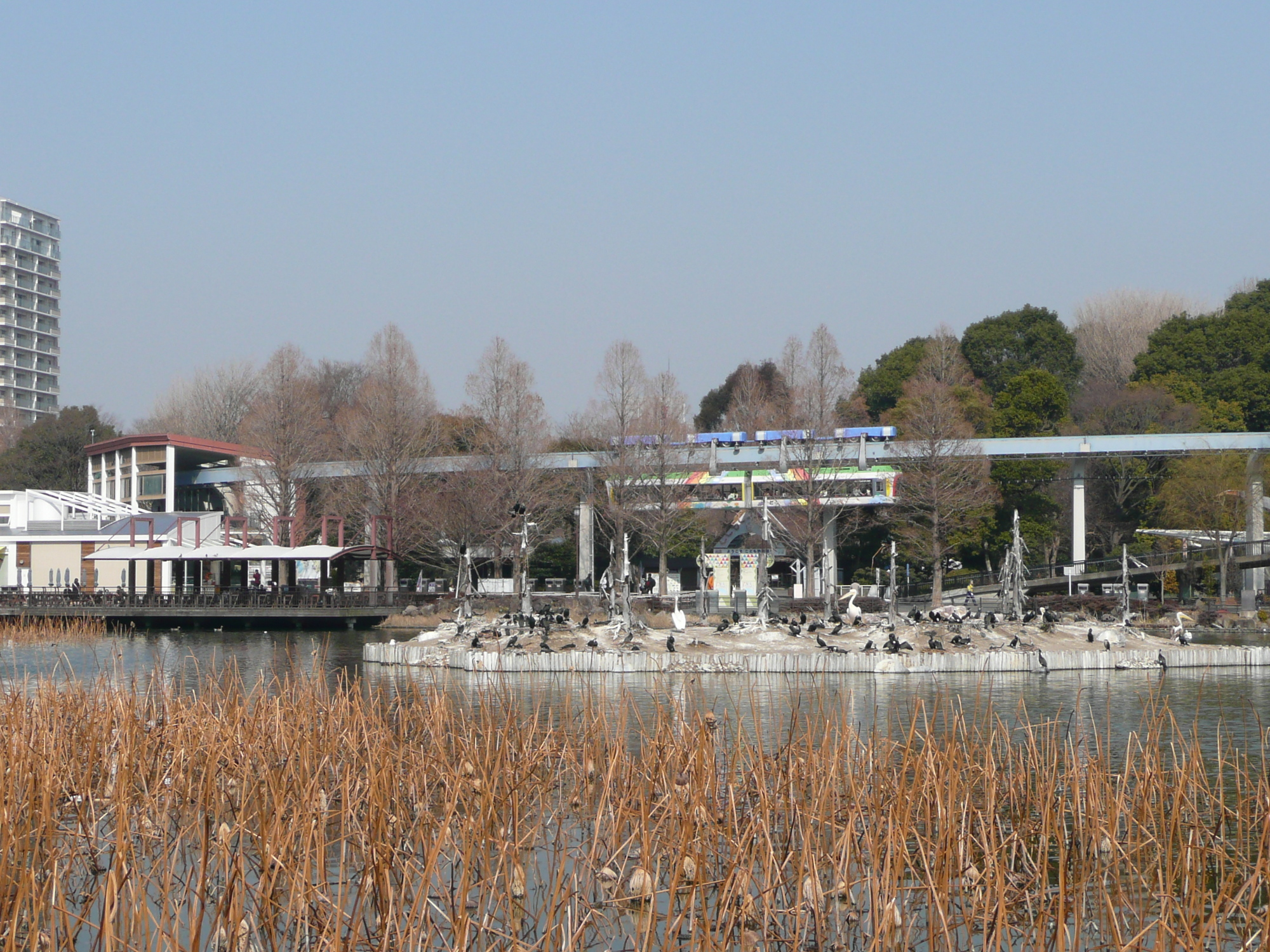
上野懸垂線和不忍池

上野懸垂線（日语：／ Ueno Kensui sen */?）是連接東京都台東區上野東園站和西園站、由東京都交通局營運的一條悬挂式单轨。上野懸掛式單軌可以簡稱為上野單軌，或以上野動物園單軌稱之。
2023年7月21日，东京都交通局表示將于2024年7月21日废除上野懸垂線，後來提早至2023年12月27日。

## 運行形態
列車有2個車廂，往返於西園站和東園站之間。全程需時1分30秒，每班列車間隔7分鐘。因為單軌列車坐落在上野動物園內，所以當動物園休園時，列車也會暫停營運。運行時間配合動物園營運時間，上午9點40分發出第一班車，下午4點30分發出末班車。
PASMO以及Suica卡不能使用。此外，特殊票種如東京1日乘車券也不能使用。

## 使用狀況

### 運量
2008年共300個營運日，使用人數共為83萬9千人，平均一天有2796人搭乘。

### 營收
2008年收入共1億1400萬日圓，支出9800萬日圓，盈餘1600萬日圓。

## 特殊票的販售
40型列車開始運行時，幾經策畫的特殊票開始販售。2007年12月為開業50周年紀念，販售上野動物園門票和單軌列車車票聯票「Go!Zoo門票」。

## 活動
40型列車開始投入營運時，舉辦數個活動。2007年12月的開業50周年紀念，肉桂狗舉辦了一日站長的活動。

## 車輛

### 過去的車輛
- 40型（彩票號（日语：宝くじ号））
- 30型（彩票號）
- M型（報廢後由志村車輛檢修場（日语：志村車両検修場）永久保存）
- H型（現由日本車輌豐川工廠保存）

## 車站列表
上野動物園西園－上野動物園東園
過去，東園站稱做「本園站」，西園站稱作「分園站」。

## 外部連結
- 東京都交通局・上野動物園單軌（页面存档备份，存于）